# Théâtre Vollard
Pour les articles homonymes, voir Vollard.
Le Théâtre Vollard est une compagnie théâtrale de l'île de La Réunion, département d'outre-mer français dans le sud-ouest de l'océan Indien. Fondée en 1979 au Tampon, commune du sud du territoire, elle porte le nom d'Ambroise Vollard, célèbre éditeur et marchand de tableaux réunionnais, et est dirigée depuis lors par Emmanuel Genvrin.
Le Théâtre Vollard entend privilégier un théâtre populaire et politique, aux mises en scène hors normes, et qui use aussi bien du créole que du français. Ainsi, depuis quelques années, la compagnie s'est orientée vers l'art lyrique, délaissant provisoirement la mise en scène traditionnelle. En dehors de ses activités théâtrales, la troupe s'est associée à la vie culturelle de l'île, qu'elle cherche à interroger.

## Histoire du Théâtre Vollard
Le Théâtre Vollard participe dans les années 80 et 90 au renouveau théâtral à La Réunion avec une trentaine de créations dans un style qui se veut festif et métissé, ainsi que des fêtes urbaines, des concerts, des actions culturelles diverses.
La compagnie a créé des lieux nouveaux, d'abord le théâtre du Grand Marché, à Saint-Denis - dont elle a finalement été expulsée - puis, en collaboration avec d'autres associations culturelles, l'Espace culturel Jeumon à Saint-Denis, une friche industrielle occupée et revitalisée par des artistes réunionnais.
Les mises en scènes de la troupe ont souvent cherché à se singulariser par ses aspects spectaculaires : spectacles en plein air, utilisation de locomotive et de train (Lepervenche), accueil avec repas, atomisation de l'espace scénique, prépondérance de la musique avec l'orchestre Tropicadéro, etc.
La troupe a tourné plusieurs fois à l'extérieur de La Réunion. En 2007, comédiens et chanteurs s'étaient produits 1 950 fois devant 450 000 spectateurs.
En 2003, la compagnie Vollard créé le premier opéra dans l'outre-mer français avec Maraina.

## Principaux spectacles
- Opéras
  - 2005 - Maraina.
  - 2010 - Chin.
  - 2020 - Fridom

- Créations
  - 1981 - Marie Dessembre.
  - 1982 - Nina Segamour.
  - 1984 - Torouze.
  - 1985 - Colandie.
  - 1986 - Les Flamboyants.
  - 1987 - Garson.
  - 1987 - Run Rock.
  - 1988 - Etuves.
  - 1990 - Lepervenche.
  - 1991 - Femèlage.
  - 1992 - Carousel.
  - 1992 - Millenium, l'Apocalypse.
  - 1993 - Millenium, Apsara.
  - 1994 - Votez Ubu Colonial.
  - 1995 - Kari Vollard.
  - 1996 - Emeutes.
  - 1997 - Baudelaire au Paradis.
  - 1999 - Séga Tremblad.
  - 2002 - Quartier Français.

- Répertoire
  - 1979 - Ubu Roi.
  - 1980 - Tempête.
  - 1982 - L'Orféo.
  - 1983 - Le Triomphe de l'Amour.
  - 1985 - Le Médecin Volant.
  - 1986 - Le Barbier de Séville.
  - 1988 - L'Esclavage des Nègres.
  - 1990 - Amphitryon.
  - 1991 - Les Dionysiennes.

- Jeunesse
  - 1980 - La Farce des Mendiants.
  - 1980 - Les Clowns Ti-Poi et Poiron.
  - 1980 - Ti Zan la Pèr Bébèt.
  - 1982 - Le Mariage de Mascarin.
  - 1985 - Le Chasseur de Tangues.
  - 1986 - Tyé set, blès quatorz.
  - 1987 - Nelson et le volcan.
  - 1993 - Noëlla 1990 - La Malle Debassyns.
  - 1995 - José.
  - 1995 - Marmay Jeumon.

## Tropicadéro
Tropicadéro est un orchestre de musiciens issus de la troupe Vollard. Autour de la personnalité de Jean-Luc Trulès, le groupe mêle musiques traditionnelles de la Réunion (séga et maloya) et sonorités venues d'ailleurs - notamment grâce à l'importante section de cuivres. 

### Discographie
- Tropicadéro, Les ségas du Théâtre Vollard, Discorama.
- Tropicadéro, Sodron-Barbès-Los Anzélès, Discorama.
- Tropicadéro, Soul Art, Discorama.
- Vollard Combo, Séga Tremblad, INDZO.

## Collaborateurs
Alain Aloual Dumazel - Arnaud Dormeuil - Augustine Touzet - Délixia Perrine - Dominique Carrère - Emmanuel Cambou - Emmanuel Genvrin - Henri Segelstein - Hervé Mazelin - Jean-Luc Trulès - Jean-Pierre Boucher - Nicole Angama - Nicole Leichnig - Olivier Mayolle - Pierre-Louis Rivière - Rachel Pothin - Richemond Gilas - Serge Dafreville - Sham’s 